# 1,2-Wittigův přesmyk
[1,2]-Wittigův přesmyk je organická reakce, [1,2]-přesmyk etheru za přítomnosti alkyllithné sloučeniny.  Objevil jej Georg Wittig.
{\displaystyle {\mathsf {R'{-}\!\!\!\!{\overset {\displaystyle H \atop \vert }{\underset {\vert  \atop \displaystyle \ \ R''}{C}}}\!\!\!\!{-}O{-}R+{\color {Gray}{R'''{-}Li}}\ \longrightarrow \ R'{-}\!\!\!\!{\overset {\displaystyle R \atop \vert }{\underset {\vert  \atop \displaystyle \ \ R''}{C}}}\!\!\!\!{-}O{-}Li+{\color {Gray}{R'''{-}H}}\ \xrightarrow {\displaystyle H^{+}} \ R'{-}\!\!\!\!{\overset {\displaystyle R \atop \vert }{\underset {\vert  \atop \displaystyle \ \ R''}{C}}}\!\!\!\!{-}O{-}H}}}
Meziproduktem je alkoxylithná sůl a konečným produktem alkohol. Pokud je R" dobrou odstupující skupinou a skupinou odtahující elektrony, jako je například nitril (CN), tak se tato skupina odštěpí a vznikne příslušný keton.
{\displaystyle {\mathsf {R'{-}\!\!\!\!{\overset {\displaystyle H \atop \vert }{\underset {\vert  \atop \displaystyle \ \ CN}{C}}}\!\!\!\!{-}O{-}R+{\color {Gray}{R'''{-}Li}}\ \longrightarrow \ {\overset {\displaystyle O \atop \vert \vert }{\underset {\diagup \ \diagdown  \atop \displaystyle R'\ \ \ R}{C}}}+{\color {Gray}{R'''{-}H}}+LiCN}}}

## Mechanismus
Mechanismus začíná vznikem dvojice radikálu a přesunem lithia z uhlíkového atomu na kyslík. R radikál se zrekombinuje na ketyl.
Náchylnost k přesunu u alkylových skupin v souladu s termodynamickou stabilitou roste v řadě methyl < primární alkyl < sekundární alkyl < terciární alkyl. Pár radikál-ketyl existuje jen krátkou dobu a může u něj docházet k izomerizacím, přičemž se zachovává stereochemie.
Při použití některých allylaryletherů probíhá vedlejší reakce. The reaction ofReakcí allylfenyletheru 1 s s-butyllithiem při −78 °C se tvoří lithiovaný meziprodukt 2, u něhož po zahřátí na −25 °C proběhne přesmyk, přičemž po zachycení lithného alkoxidu vznikne pouze produkt 5, ne 4 . Tímto procesem se odstraní radikálový-ketylový meziprodukt 3a ve prospěch Meisenheimerova komplexu 3b. Tento mechanismus byl podpořen zjištěním, že při přítomnosti para-terc-butylových substituentů probíhá reakce pomaleji.
Tato reakce patří mezi dyotropní reakce.